# 1181 Lilith
Az 1181 Lilith (ideiglenes jelöléssel 1927 CQ) a Naprendszer kisbolygóövében található aszteroida. Benyiamin Zsehovszkij fedezte fel 1927. február 11-én, Algírban.